# Calciatore dell'anno (Austria)
Quello di calciatore austriaco dell'anno (ted. APA-Fußballerwahl) è un premio calcistico assegnato dagli allenatori della Bundesliga austriaca al miglior giocatore militante nella massima serie del campionato di calcio austriaco, o in genere, al miglior calciatore austriaco.

## Albo d'oro
| Anno | Calciatore            | Nazionalità | Squadra                     |
| ---- | --------------------- | ----------- | --------------------------- |
| 1984 | Herbert Prohaska      | Austria     | Austria Vienna              |
| 1985 | Herbert Prohaska      | Austria     | Austria Vienna              |
| 1986 | Toni Polster          | Austria     | Austria Vienna              |
| 1987 | Heribert Weber        | Austria     | Rapid Vienna                |
| 1988 | Herbert Prohaska      | Austria     | Austria Vienna              |
| 1989 | Gerhard Rodax         | Austria     | Admira/Wacker               |
| 1990 | Andreas Ogris         | Austria     | Austria Vienna / Espanyol   |
| 1991 | Néstor Gorosito       | Argentina   | Swarovski Tirol             |
| 1992 | Andreas Herzog        | Austria     | Rapid Vienna / Werder Brema |
| 1993 | Franz Wohlfahrt       | Austria     | Austria Vienna              |
| 1994 | Heimo Pfeifenberger   | Austria     | Austria Salisburgo          |
| 1995 | Ivica Vastić          | Austria     | Sturm Graz                  |
| 1996 | Michael Konsel        | Austria     | Rapid Vienna                |
| 1997 | Toni Polster          | Austria     | Colonia                     |
| 1998 | Ivica Vastić          | Austria     | Sturm Graz                  |
| 1999 | Ivica Vastić          | Austria     | Sturm Graz                  |
| 2000 | Radosław Gilewicz     | Polonia     | Tirol Innsbruck             |
| 2001 | Ronald Brunmayr       | Austria     | Grazer AK                   |
| 2002 | Vladimír Janočko      | Slovacchia  | Austria Vienna              |
| 2003 | Andreas Ivanschitz    | Austria     | Rapid Vienna                |
| 2004 | Steffen Hofmann       | Germania    | Rapid Vienna                |
| 2005 | Mario Bazina          | Croazia     | Grazer AK                   |
| 2006 | Alexander Zickler     | Germania    | Salisburgo                  |
| 2007 | Ivica Vastić          | Austria     | LASK Linz                   |
| 2008 | Marc Janko            | Austria     | Salisburgo                  |
| 2009 | Steffen Hofmann       | Germania    | Rapid Vienna                |
| 2010 | Zlatko Junuzović      | Austria     | Austria Vienna              |
| 2011 | David Alaba           | Austria     | Hoffenheim / Bayern Monaco  |
| 2012 | David Alaba           | Austria     | Bayern Monaco               |
| 2013 | David Alaba           | Austria     | Bayern Monaco               |
| 2014 | David Alaba           | Austria     | Bayern Monaco               |
| 2015 | David Alaba           | Austria     | Bayern Monaco               |
| 2016 | David Alaba           | Austria     | Bayern Monaco               |
| 2017 | Marcel Sabitzer       | Austria     | RB Lipsia                   |
| 2018 | Marko Arnautović      | Austria     | West Ham Utd                |
| 2019 | Erling Haaland        | Norvegia    | Salisburgo                  |
| 2020 | David Alaba           | Austria     | Bayern Monaco               |
| 2021 | David Alaba           | Austria     | Bayern Monaco               |
| 2022 | David Alaba           | Austria     | Real Madrid                 |
| 2023 | David Alaba           | Austria     | Real Madrid                 |
| 2024 | Christoph Baumgartner | Austria     | RB Lipsia                   |

## Classifica per giocatore
| Calciatore                    | Vittorie |
| ----------------------------- | -------- |
| David Alaba                   | 10       |
| Ivica Vastić                  | 4        |
| Herbert Prohaska              | 3        |
| Toni Polster, Steffen Hofmann | 2        |
| Christoph Baumgartner         | 1        |